# Ósma edycja Seiyū Awards
Ósma edycja Seiyū Awards – ceremonia wręczenia nagród japońskim aktorom głosowym, która odbyła się w dniu 1 marca 2014 r. w Tokio.

## Lista zwycięzców
| Najlepszy aktor pierwszoplanowy      |                 |                                                  |                                                |
| Zwycięzcy                            | Agencja         | Postacie animowane                               | Anime                                          |
| Yūki Kaji                            | Arts Vision     | Eren Yaeger Yōto Yokodera                        | Atak Tytanów Hentai Ouji to Warawanai Neko     |
| Najlepsza aktorka pierwszoplanowa    |                 |                                                  |                                                |
| Rina Satō                            | Haikyō          | Mikoto Misaka                                    | Toaru majutsu no Index                         |
| Najlepsi aktorzy ról drugoplanowych  |                 |                                                  |                                                |
| Yoshimasa Hosoya                     | Mausu Promotion | Reiner Braun Arata Wataya                        | Atak Tytanów Chihayafuru                       |
| Najlepsze aktorki ról drugoplanowych |                 |                                                  |                                                |
| Yui Ishikawa                         | Sunaoka Office  | Mikasa Ackerman                                  | Atak Tytanów                                   |
| Najlepsze objawienie wśród aktorów   |                 |                                                  |                                                |
| Kaito Ishikawa                       | Pro-Fit         | Teniente Ledo Manatsu Sōda Harutora Tsuchimikado | Suisei no Gargantia Red Data Girl Tokyo Ravens |
| Daiki Yamashita                      | Arts Vision     | Sakamichi Onoda                                  | Yowamushi Pedal                                |
| Najlepsze objawienie wśród aktorek   |                 |                                                  |                                                |
| Maaya Uchida                         | I’m Enterprise  | Hajime Ichinose                                  | Gatchaman Crowds                               |
| Nagroda Kids Family                  |                 |                                                  |                                                |
| Kumiko Higa                          | 81 Produce      | Eiji Saga                                        | Cardfight!! Vanguard                           |
| Kei Toda                             | Look Up         | Anpanman                                         | Anpanman                                       |
| Ryūsei Nakao                         | 81 Produce      | Freezer                                          | Dragon Ball Z                                  |
| Najlepsza osobowość radiowa          |                 |                                                  |                                                |
| Zwycięzca                            | Agencja         | Program radiowy                                  | Stacja radiowa                                 |
| –                                    | –               | –                                                | –                                              |
| Najlepszy występ muzyczny            |                 |                                                  |                                                |
| Zwycięzca                            | Dyskografia     | Piosenka                                         | Anime                                          |
| Mamoru Miyano                        | –               | –                                                | Uta no Prince-sama                             |
| Nagroda Kazue Takahashi              |                 |                                                  |                                                |
| Zwycięzcy                            | Agencja         |                                                  |                                                |
| Kotono Mitsuishi                     | Razurii Aro     |                                                  |                                                |
| Nagroda za osiągnięcia artystyczne   |                 |                                                  |                                                |
| Keaton Yamada                        | Remax           |                                                  |                                                |
| Rokuyo Naya                          | Mausu Promotion |                                                  |                                                |
| Nagroda Kei Tomiyama                 |                 |                                                  |                                                |
| Shin’ichirō Miki                     | 81 Produce      |                                                  |                                                |
| Nagroda Synergy                      |                 |                                                  |                                                |
| Zwycięzca                            | Aktorzy         |                                                  |                                                |
| Girls und Panzer                     | Mai Fuchigama   |                                                  |                                                |
| Nagroda za największą ilość głosów   |                 |                                                  |                                                |
| Hiroshi Kamiya                       | Aoni Production |                                                  |                                                |